# Tanaorhinus viridiluteata
Tanaorhinus viridiluteatus là một loài bướm đêm trong họ Geometridae.